# Düvels Kamp
Der Düvels Kamp ist ein Naturschutzgebiet in der niedersächsischen Gemeinde Uetze in der Region Hannover.
Das Naturschutzgebiet mit dem Kennzeichen NSG HA 152 ist 8,7 Hektar groß. Es liegt zwischen Schwüblingsen, Katensen und Dollbergen und stellt eine Geländemulde unter Schutz, in der sich über oberflächennah anstehendem Geschiebelehm ein Feuchtgebiet gebildet hat, das von Niederschlagswasser gespeist wird. Die feuchten bis nassen Flächen im Zentrum werden von Großseggenried mit Schnabelseggen sowie Torfmoos-Wollgras-Gesellschaften geprägt, in den Randbereichen sind Flatterbinsenried und kleinflächig Rohrkolbenbestände prägend. Daneben sind Moorheideflächen zu finden. Das Naturschutzgebiet wird von Weiden- und Faulbaumgebüschen gesäumt. In den Randbereichen sind auch Reste eines Stieleichen-Birkenwaldes zu finden.
Das Gebiet steht seit dem 7. Februar 1991 unter Naturschutz. Zuständige untere Naturschutzbehörde ist die Region Hannover.